# 境川 (庄川水系)
境川（さかいがわ）は、富山県南砺市および岐阜県大野郡白川村を流れる一級水系庄川水系の河川である。

## 河川概要
大笠山、笈ヶ岳の沢の水を集めて、大畠沢合流点から西赤尾の関西電力境川発電所付近の庄川合流点までの8.3キロメートルを流れる庄川水系の支流である。南砺市上平地域（旧・上平村）と白川村の境界をなす。
水源を含めた流路延長は15.7キロメートル、流路面積44.8平方キロメートル。
旧桂集落南方で大畠谷と見返坂付近で開津・赤摩木古の両谷と出合う。幕府領飛騨への要所であった桂より上流は、両岸が屏風の様な急崖を成すV字谷で廊下状となる。桂付近から見返坂までの間はかつては桂集落の田畑であったところで広い埋積谷が延びる。見返坂より下流は再び峡谷となる。

## ダム
- 境川ダム